# Генрі Контінен
Генрі Контінен (фін. Henri Kontinen; нар. 19 червня 1990, Гельсінкі, Фінляндія) — фінський тенісист, спеціаліст із парної гри, дворазовий чемпіон турнірів Великого шолома — один раз у парному розряді й один раз у міксті, дворазовий переможець підсумкового турніру року, колишня перша ракетка світу в парній грі.
На юніорському рівні Контінен виграв Ролан-Гаррос у парному розряді, був фіналістом Вімблдону в одиночному розряді й фіналістом Відкритого чемпіонату США в парному розряді. Але травма коліна завадила його одиночній кар'єрі, й з 2013 року він грає тільки в парах. 
Постійним партнером Контінена є австралієць Джон Пірс, а в міксті він виграв Вімблдон із англійкою папуаського походження Гезер Вотсон.

## Значні фінали

### Фінали турнірів Великого шлему

#### Парний розряд: 2 (1–1)
| Результат | Рік  | Турнір                                 | Покриття | Партнер              | Суперники                | Рахунок       |
| --------- | ---- | -------------------------------------- | -------- | -------------------- | ------------------------ | ------------- |
| Перемога  | 2017 | Відкритий чемпіонат Австралії з тенісу | Тверде   | Джон Пірс (тенісист) | Боб Браян Майк Браян     | 7–5, 7–5      |
| Поразка   | 2019 | Відкритий чемпіонат Австралії          | Тверде   | Джон Пірс (тенісист) | П'єр-Юг Ербер Ніколя Маю | 4–6, 6–7(1–7) |

#### Мікст: 2 (1–1)
| Результат | Рік  | Турнір               | Покриття | Партнерка    | Суперники                        | Рахунок       |
| --------- | ---- | -------------------- | -------- | ------------ | -------------------------------- | ------------- |
| Перемога  | 2016 | Вімблдонський турнір | Трава    | Гезер Вотсон | Анна-Лена Гренефельд Роберт Фара | 7–6(7–5), 6–4 |
| Поразка   | 2017 | Вімблдонський турнір | Трава    | Гетер Вотсон | Мартіна Хінгіс Джеймі Маррей     | 4–6, 4–6      |

### Підсумкові турніри сезону

#### Парний розряд: 2 (2 перемоги)
| Результат | Рік  | Турнір                | Покриття   | Партнер              | Суперники                | Рахунок          |
| --------- | ---- | --------------------- | ---------- | -------------------- | ------------------------ | ---------------- |
| Перемога  | 2016 | Фінал ATP, Лондон     | Тверде (i) | Джон Пірс (тенісист) | Равен Класен Ражів Рам   | 2–6, 6–1, [10–8] |
| Перемога  | 2017 | Фінал ATP, Лондон (2) | Тверде (i) | Джон Пірс (тенісист) | Лукаш Кубот Марсело Мело | 6–4, 6–2         |

### Фінали Мастерс 1000

#### Парний розряд: 4 (3–1)
| Результат | Рік  | Турнір         | Покриття   | Партнер              | Суперники                | Рахунок               |
| --------- | ---- | -------------- | ---------- | -------------------- | ------------------------ | --------------------- |
| Поразка   | 2016 | Мастерс Шанхай | Тверде     | Джон Пірс (тенісист) | Джон Ізнер Джек Сок      | 4–6, 4–6              |
| Перемога  | 2016 | Мастерс Париж  | Тверде (i) | Джон Пірс (тенісист) | П'єр-Юг Ербер Ніколя Маю | 6–4, 3–6, [10–6]      |
| Перемога  | 2017 | Мастерс Шанхай | Тверде     | Джон Пірс (тенісист) | Лукаш Кубот Марсело Мело | 6–4, 6–2              |
| Перемога  | 2018 | Мастерс Канада | Тверде     | Джон Пірс (тенісист) | Равен Класен Майкл Вінус | 6–2, 6–7(7–9), [10–6] |

## Фінали турнірів ATP за кар'єру

### Парний розряд: 30 (24–6)
| Легенда                                     |
| ------------------------------------------- |
| Турніри Великого шлему (1–1)                |
| Фінали Світового туру ATP (2–0)             |
| Серія Мастерс 1000 Світового Туру ATP (3–1) |
| Серія 500 Світового туру ATP (6–2)          |
| Серія 250 Світового туру ATP (12–2)         |

| Фінали за покриттям |
| ------------------- |
| Тверде (19–5)       |
| Ґрунт (4–1)         |
| Трава (1–0)         |
| Килим (0–0)         |

| Фінали за типом корту |
| --------------------- |
| Відкритий (13–3)      |
| Закритий (11–3)       |

| Результат | В-П  | Дата     | Турнір                                            | Рівень       | Покриття   | Партнер               | Суперники                             | Рахунок                 |
| --------- | ---- | -------- | ------------------------------------------------- | ------------ | ---------- | --------------------- | ------------------------------------- | ----------------------- |
| Перемога  | 1–0  | Сер 2014 | Austrian Open Kitzbühel, Австрія                  | Серія 250    | Ґрунт      | Яркко Ніємінен        | Даніеле Браччалі Андрій Голубєв       | 6–1, 6–4                |
| Поразка   | 1–1  | Вер 2014 | Moselle Open, Франція                             | Серія 250    | Тверде (i) | Марін Драганя         | Маріуш Фирстенберг Марцин Матковський | 7–6(7–3), 3–6, [8–10]   |
| Поразка   | 1–2  | Лис 2014 | Swiss Indoors, Швейцарія                          | Серія 500    | Тверде (i) | Марін Драганя         | Вашек Поспішил Ненад Зімоньїч         | 6–7(13–15), 6–1, [5–10] |
| Перемога  | 2–2  | Лют 2015 | Zagreb Indoors, Хорватія                          | Серія 250    | Тверде (i) | Марін Драганя         | Фабріс Мартен Пурав Раджа             | 6–4, 6–4                |
| Перемога  | 3–2  | Лют 2015 | Open 13, Франція                                  | Серія 250    | Тверде (i) | Марін Драганя         | Колін Флемінг Джонатан Маррей         | 6–4, 3–6, [10–8]        |
| Перемога  | 4–2  | Кві 2015 | Barcelona Open, Іспанія                           | Серія 500    | Ґрунт      | Марін Драганя         | Джеймі Маррей Джон Пірс (тенісист)    | 6–3, 6–7(6–8), [11–9]   |
| Поразка   | 4–3  | Сер 2015 | Austrian Open Kitzbühel, Австрія                  | Серія 250    | Ґрунт      | Робін Гаасе           | Ніколас Альмагро Карлос Берлок        | 7–5, 3–6, [9–11]        |
| Перемога  | 5–3  | Вер 2015 | St. Petersburg Open, Росія                        | Серія 250    | Тверде (i) | Трет Г'юї             | Юліан Ноул Александер Пея             | 7–5, 6–3                |
| Перемога  | 6–3  | Жов 2015 | BMW Malaysian Open, Малайзія                      | Серія 250    | Тверде (i) | Трет Г'юї             | Равен Класен Ражів Рам                | 7–6(7–4), 6–2           |
| Перемога  | 7–3  | Січ 2016 | Brisbane International, Австралія                 | Серія 250    | Тверде     | Джон Пірс (тенісист)  | Джеймс Дакворт Кріс Гуччоне           | 7–6(7–4), 6–1           |
| Перемога  | 8–3  | Тра 2016 | Bavarian International, Німеччина                 | Серія 250    | Ґрунт      | Джон Пірс (тенісист)  | Хуан Себастьян Кабаль Роберт Фара     | 6–3, 3–6, [10–7]        |
| Перемога  | 9–3  | Лип 2016 | Відкритий чемпіонат Німеччини, Німеччина          | Серія 500    | Ґрунт      | Джон Пірс (тенісист)  | Деніел Нестор Айсам-уль-Хак Куреші    | 7–5, 6–3                |
| Перемога  | 10–3 | Сер 2016 | Winston-Salem Open, США                           | Серія 250    | Тверде     | Гільєрмо Гарсія-Лопес | Андре Бегеманн Леандер Паес           | 4–6, 7–6(8–6), [10–8]   |
| Перемога  | 11–3 | Вер 2016 | St. Petersburg Open, Росія (2)                    | Серія 250    | Тверде (i) | Домінік Інглот        | Андре Бегеманн Леандер Паес           | 4–6, 6–3, [12–10]       |
| Поразка   | 11–4 | Жов 2016 | Мастерс Шанхай, КНР                               | Мастерс 1000 | Тверде     | Джон Пірс (тенісист)  | Джек Сок Джон Ізнер                   | 4–6, 4–6                |
| Перемога  | 12–4 | Лис 2016 | Мастерс Париж, Франція                            | Мастерс 1000 | Тверде (i) | Джон Пірс (тенісист)  | П'єр-Юг Ербер Ніколя Маю              | 6–4, 3–6, [10–6]        |
| Перемога  | 13–4 | Лис 2016 | Фінал ATP, Велика Британія                        | Фінали Туру  | Тверде (i) | Джон Пірс (тенісист)  | Равен Класен Раджив Рем               | 2–6, 6–1, [10–8]        |
| Перемога  | 14–4 | Січ 2017 | Відкритий чемпіонат Австралії з тенісу, Австралія | Великий Шлем | Тверде     | Джон Пірс (тенісист)  | Боб Браян Майк Браян                  | 7–5, 7–5                |
| Перемога  | 15–4 | Сер 2017 | Washington Open, США                              | Серія 500    | Тверде     | Джон Пірс (тенісист)  | Лукаш Кубот Марсело Мело              | 7–6(7–5), 6–4           |
| Перемога  | 16–4 | Жов 2017 | China Open, КНР                                   | Серія 500    | Тверде     | Джон Пірс (тенісист)  | Джон Ізнер Джек Сок                   | 6–3, 3–6, [10–7]        |
| Перемога  | 17–4 | Жов 2017 | Мастерс Шанхай, КНР                               | Мастерс 1000 | Тверде     | Джон Пірс (тенісист)  | Лукаш Кубот Марсело Мело              | 6–4, 6–2                |
| Перемога  | 18–4 | Лис 2017 | Фінал ATP, Велика Британія (2)                    | Фінали Туру  | Тверде (i) | Джон Пірс (тенісист)  | Лукаш Кубот Марсело Мело              | 6–4, 6–2                |
| Перемога  | 19–4 | Січ 2018 | Brisbane International, Австралія (2)             | Серія 250    | Тверде     | Джон Пірс (тенісист)  | Леонардо Маєр Орасіо Себальйос        | 3–6, 6–3, [10–2]        |
| Перемога  | 20–4 | Чер 2018 | Queen's Club Championships, Велика Британія       | Серія 500    | Трава      | Джон Пірс (тенісист)  | Джеймі Маррі Бруно Соарес             | 6–4, 6–3                |
| Перемога  | 21–4 | Сер 2018 | Мастерс Канада, Канада                            | Мастерс 1000 | Тверде     | Джон Пірс (тенісист)  | Равен Класен Майкл Вінус              | 6–2, 6–7(7–9), [10–6]   |
| Поразка   | 21–5 | Січ 2019 | Відкритий чемпіонат Австралії, Австралія          | Великий Шлем | Тверде     | Джон Пірс (тенісист)  | П'єр-Юг Ербер Ніколя Маю              | 4–6, 6–7(1–7)           |
| Перемога  | 22–5 | Лют 2019 | Rotterdam Open, Нідерланди                        | Серія 500    | Тверде (i) | Жеремі Шарді          | Жан-Жульєн Роєр Горія Текеу           | 7–6(7–5), 7–6(7–4)      |
| Перемога  | 23–5 | Жов 2019 | Stockholm Open, Швеція                            | Серія 250    | Тверде (i) | Едуар Роже-Васслен    | Мате Павич Бруно Соарес               | 6–4, 6–2                |
| Поразка   | 23–6 | Лют 2020 | Відкритий чемпіонат Роттердама, Нідерланди        | Серія 500    | Тверде (i) | Ян-Леннард Штруфф     | П'єр-Юг Ербер Ніколя Маю              | 6–7(5–7), 6–4, [7–10]   |
| Перемога  | 24–6 | Лют 2021 | Open Sud de France, Франція                       | Серія 250    | Тверде (i) | Едуар Роже-Васселен   | Джонатан Ерліх Андрій Василевський    | 6–2, 7–5                |

## Фінали челленджерів і ф'ючерсів

### Одиночний розряд: 6 (5–1)
| Легенда (одиночний розряд) |
| Челленджери (0)            |
| Ф'ючерси (5–1)             |

| Результат | В-П | Дата     | Турнір                           | Рівень  | Покриття   | Суперник         | Рахунок            |
| --------- | --- | -------- | -------------------------------- | ------- | ---------- | ---------------- | ------------------ |
| Перемога  | 1–0 | Сер 2009 | Литва F1, Вільнюс                | Ф'ючерс | Ґрунт      | Тімо Ніємінен    | 6–1, 6–3           |
| Поразка   | 1–1 | Жов 2009 | Німеччина F19, Ляймен            | Ф'ючерс | Тверде (i) | Міхал Пшисєнжний | 6–3, 2–6, 5–7      |
| Перемога  | 2–1 | Жов 2009 | Велика Британія F16, Кардіфф     | Ф'ючерс | Тверде (i) | Яннік Мертенс    | 7–6(7–4), 7–5      |
| Перемога  | 3–1 | Лют 2010 | Боснія і Герцеговина F2, Сараєво | Ф'ючерс | Килим (i)  | Александер Пея   | 6–3, 7–6(7–4)      |
| Перемога  | 4–1 | Вер 2010 | Швеція F1, Дандерюд              | Ф'ючерс | Тверде (i) | Тімо Ніємінен    | 6–3, 6–4           |
| Перемога  | 5–1 | Вер 2010 | Швеція F2, Фалун                 | Ф'ючерс | Тверде (i) | Тімо Ніємінен    | 6–3, 3–6, 7–6(7–5) |

### Парний розряд: 28 (18–10)
| Легенда (парний розряд) |
| Челленджери (8–8)       |
| Ф'ючерси (10–2)         |

| Результат | В-П   | Дата     | Турнір                       | Рівень     | Покриття   | Партнер                  | Суперники                           | Рахунок                    |
| --------- | ----- | -------- | ---------------------------- | ---------- | ---------- | ------------------------ | ----------------------------------- | -------------------------- |
| Поразка   | 0–1   | Лис 2007 | Гельсінкі, Фінляндія         | Челленджер | Тверде (i) | Харрі Хеліовара          | Михайло Єлгін Олександр Кудрявцев   | 6–4, 5–7, [11–13]          |
| Перемога  | 1–1   | Кві 2008 | Велика Британія F6, Ексмут   | Ф'ючерс    | Килим (i)  | Харрі Хеліовара          | Ральф Ґрамбов Кен Скупскі           | 6–2, 6–2                   |
| Поразка   | 1–2   | Сер 2008 | Тампере, Фінляндія           | Челленджер | Ґрунт      | Харрі Хеліовара          | Ервін Елесковіч Міхаель Рідерстедт  | 3–6, 4–6                   |
| Перемога  | 2–2   | Вер 2008 | Швеція F2, Фалун             | Ф'ючерс    | Тверде (i) | Тімо Ніємінен            | Карл Берґман Тім Ґоранссон          | 6–4, 6–2                   |
| Перемога  | 3–2   | Бер 2009 | Велика Британія F3, Тіптон   | Ф'ючерс    | Тверде (i) | Ден Еванс                | Скотт Удсема Філліп Сіммондс        | 6–7(5–7), 7–6(7–4), [10–4] |
| Перемога  | 4–2   | Тра 2009 | Кувейт F1, Mishref           | Ф'ючерс    | Тверде     | Себастьян Рішик          | Вівек Шокін Навдіп Сінгх            | 6–4, 6–2                   |
| Перемога  | 5–2   | Тра 2009 | Кувейт F2, Mishref           | Ф'ючерс    | Тверде     | Себастьян Рішик          | Їржі Кркошка П'єррік Їсерн          | 6–4, 6–4                   |
| Перемога  | 6–2   | Чер 2009 | Норвегія F1, Svingvoll       | Ф'ючерс    | Тверде     | Тімо Ніємінен            | Фабріс Мартен Майкл Макклун         | 6–3, 6–3                   |
| Перемога  | 7–2   | Лип 2009 | Естонія F2, Курессааре       | Ф'ючерс    | Ґрунт (i)  | Харрі Хеліовара          | Майт Кюннап Юго Паукку              | 6–3, 6–3                   |
| Поразка   | 7–3   | Лис 2009 | Джерсі, Нормандські острови  | Челленджер | Тверде (i) | Яркко Ніємінен           | Фредерік Нільсен Джозеф Сіріанні    | 5–7, 6–3, [2–10]           |
| Поразка   | 7–4   | Лис 2009 | Гельсінкі, Фінляндія         | Челленджер | Тверде (i) | Яркко Ніємінен           | Роган Бопанна Айсам-уль-Хак Куреші  | 2–6, 6–7(7–9)              |
| Поразка   | 7–5   | Жов 2010 | Велика Британія F17, Кардіфф | Ф'ючерс    | Тверде (i) | Тімо Ніємінен            | Джошуа Гудолл Домінік Інглот        | 1–6, 2–6                   |
| Перемога  | 8–5   | Лис 2010 | Лафборо, Велика Британія     | Челленджер | Тверде (i) | Фредерік Нільсен         | Джордан Керр Кен Скупскі            | 6–2, 6–4                   |
| Поразка   | 8–6   | Лис 2010 | Гельсінкі, Фінляндія         | Челленджер | Тверде (i) | Яркко Ніємінен           | Дастін Браун Мартін Еммріх          | 6–7(17–19), 6–0, [7–10]    |
| Перемога  | 9–6   | Чер 2013 | Нідерланди F1, Амстелвен     | Ф'ючерс    | Ґрунт      | Крістофер Рунґкат        | Нілс Лотсма Єлле Селс               | 6–1, 7–5                   |
| Перемога  | 10–6  | Чер 2013 | Нідерланди F2, Алкмар        | Ф'ючерс    | Ґрунт      | Крістофер Рунґкат        | Давід Шкох Ян Зедник                | 7–5, 7–6(9–7)              |
| Перемога  | 11–6  | Чер 2013 | Нідерланди F3, Бреда         | Ф'ючерс    | Ґрунт      | Крістофер Рунґкат        | Бйорн Фратанджело Мітчелл Крюґер    | 6–4, 7–5                   |
| Поразка   | 11–7  | Лип 2013 | Познань, Польща              | Челленджер | Ґрунт      | Матеуш Ковальчик         | Геро Кречмер Александер Сачко       | 3–6, 3–6                   |
| Перемога  | 12–7  | Лип 2013 | Tampere, Фінляндія           | Челленджер | Ґрунт      | Ґоран Тошич              | Рубен Гонсалес Кріс Летчер          | 6–4, 6–4                   |
| Поразка   | 12–8  | Вер 2013 | Швеція F6, Falun             | Ф'ючерс    | Тверде (i) | Єспер Брунстрем          | Мілош Секулич Фред Сімондссон       | 6–3, 3–6, [5–10]           |
| Поразка   | 12–9  | Жов 2013 | Муйрон-ле-Каптіф, Франція    | Челленджер | Тверде (i) | Адріан Менендес-Масейрас | Фабріс Мартен Юго Нис               | 6–3, 3–6, [8–10]           |
| Перемога  | 13–9  | Лис 2013 | Братислава, Словаччина       | Челленджер | Тверде (i) | Андреас Сільєстрем       | Геро Кречмер Ян-Леннард Штруфф      | 7–6(8–6), 6–2              |
| Перемога  | 14–9  | Лис 2013 | Гельсінкі, Фінляндія         | Челленджер | Тверде (i) | Яркко Ніємінен           | Дастін Браун Філіпп Маркс           | 7–5, 5–7, [10–5]           |
| Перемога  | 15–9  | Січ 2014 | Тальгайм, Німеччина          | Челленджер | Тверде (i) | Томаш Беднарек           | Кен Скупскі Ніл Скупскі             | 3–6, 7–6 (7–3), [12–10]    |
| Перемога  | 16–9  | Бер 2014 | Шербур, Франція              | Челленджер | Тверде (i) | Костянтин Кравчук        | П'єр-Юг Ербер Альбано Оліветті      | 6–4, 6–7 (3–7), [10–7]     |
| Перемога  | 17–9  | Кві 2014 | Сарасота, США                | Челленджер | Ґрунт      | Марін Драганя            | Рубен Рамірес Ідальго Франко Шкугор | 7–5, 5–7, [10–6]           |
| Поразка   | 17–10 | Лип 2014 | Познань, Польща              | Челленджер | Ґрунт      | Томаш Беднарек           | Раду Албот Адам Павласек            | 7–5, 2–6, [10–8]           |
| Перемога  | 18–10 | Лис 2014 | Гельсінкі, Фінляндія (2)     | Челленджер | Тверде (i) | Яркко Ніємінен           | Джонатан Маррей Філіпп Пецшнер      | 7–6(7–2), 6–4              |

## Юніорські фінали турнірів Великого шолома

### Одиночний розряд: 1 (1 поразка)
| Результат | Рік  | Турнір               | Покриття | Суперник        | Рахунок  |
| --------- | ---- | -------------------- | -------- | --------------- | -------- |
| Поразка   | 2008 | Вімблдонський турнір | Трава    | Григор Димитров | 5–7, 3–6 |

### Парний розряд: 2 (1–1)
| Результат | Рік  | Турнір                               | Покриття | Партнер           | Суперники                           | Рахунок               |
| --------- | ---- | ------------------------------------ | -------- | ----------------- | ----------------------------------- | --------------------- |
| Перемога  | 2008 | Відкритий чемпіонат Франції з тенісу | Ґрунт    | Крістофер Рунґкат | Jaan-Frederik Brunken Метт Рейд     | 6–0, 6–3              |
| Поразка   | 2008 | Відкритий чемпіонат США              | Тверде   | Крістофер Рунґкат | Ніколаус Мозер Седрік-Марсель Штебе | 6–7(5–7), 6–3, [8–10] |

## Досягнення
| W | Ф | ПФ | ЧФ | #Р | КТ | К# | P# | DNQ | A | Z# | PO | G | S | B | NMS | NTI | P | NH |

### Парний розряд
Оновлено після завершення Відкритого чемпіонату Софії 2021.
| Турніри Великого шолома                |                   |                   |                   |                   |                   |                   |                   |                   |       |       |       |       |      |       |         |         |
| Відкритий чемпіонат Австралії з тенісу |                   |                   |                   |                   |                   |                   |                   | 1р                | 2р    | П     | 2р    | Ф     | ЧФ   | 1р    | 1 / 7   | 16–6    |
| Відкритий чемпіонат Франції з тенісу   |                   |                   |                   |                   |                   |                   | 2р                | 2р                | 2р    | 1р    | ЧФ    | 3р    | 1р   | 1р    | 0 / 8   | 8–8     |
| Вімблдонський турнір                   |                   |                   |                   |                   |                   |                   | 1р                | 1р                | ЧФ    | ПФ    | 1р    | ЧФ    | NH   | 2р    | 0 / 7   | 11–7    |
| Відкритий чемпіонат США з тенісу       |                   |                   |                   |                   |                   |                   | 1р                | 1р                | 2р    | ПФ    | 2р    | 2р    |      | 1р    | 0 / 7   | 7–7     |
| В-П                                    | 0–0               | 0–0               | 0–0               | 0–0               | 0–0               | 0–0               | 1–3               | 1–4               | 6–4   | 14–3  | 5–4   | 11–4  | 3–2  | 1–4   | 1 / 29  | 42–28   |
| Завершальний чемпіонат сезону          |                   |                   |                   |                   |                   |                   |                   |                   |       |       |       |       |      |       |         |         |
| Фінал ATP                              | Не кваліфікувався | Не кваліфікувався | Не кваліфікувався | Не кваліфікувався | Не кваліфікувався | Не кваліфікувався | Не кваліфікувався | Не кваліфікувався | П     | П     | RR    | DNQ   | DNQ  |       | 2 / 3   | 9–2     |
| Серія Мастерс 1000 Світового Туру ATP  |                   |                   |                   |                   |                   |                   |                   |                   |       |       |       |       |      |       |         |         |
| Indian Wells Open                      |                   |                   |                   |                   |                   |                   |                   | 1р                | 1р    | ЧФ    | 1р    | 2р    | NH   |       | 0 / 5   | 3–5     |
| Відкритий чемпіонат Маямі з тенісу     |                   |                   |                   |                   |                   |                   |                   | ЧФ                | 1р    | 2р    | 2р    | 1р    | NH   | 1р    | 0 / 6   | 4–6     |
| Мастерс Монте-Карло                    |                   |                   |                   |                   |                   |                   |                   | 1р                | ЧФ    | ЧФ    | 2р    | 2р    | NH   | 2р    | 0 / 6   | 5–6     |
| Мастерс Мадрид                         |                   |                   |                   |                   |                   |                   |                   | 1р                | ЧФ    | ЧФ    | 2р    | 2р    | NH   | 1р    | 0 / 6   | 4–6     |
| Мастерс Рим                            |                   |                   |                   |                   |                   |                   |                   | 1р                | 1р    | ПФ    | ЧФ    | ЧФ    | 2р   | 1р    | 0 / 7   | 5–7     |
| Мастерс Канада                         |                   |                   |                   |                   |                   |                   |                   |                   | ЧФ    | ЧФ    | П     | 2р    | NH   |       | 1 / 4   | 7–3     |
| Мастерс Цинциннаті                     |                   |                   |                   |                   |                   |                   |                   |                   | 1р    | ЧФ    | ЧФ    | ЧФ    |      |       | 0 / 4   | 3–4     |
| Мастерс Шанхай                         | NH                |                   |                   |                   |                   |                   |                   |                   | Ф     | П     | 2р    | 2р    | NH   | NH    | 1 / 4   | 8–3     |
| Мастерс Париж                          |                   |                   |                   |                   |                   |                   |                   |                   | П     | ЧФ    | 2р    | 1р    |      |       | 1 / 4   | 6–3     |
| В-П                                    | 0–0               | 0–0               | 0–0               | 0–0               | 0–0               | 0–0               | 0–0               | 2–5               | 14–8  | 12–8  | 7–8   | 8–9   | 1–1  | 1–4   | 3 / 46  | 45–43   |
| Виступи за країну                      |                   |                   |                   |                   |                   |                   |                   |                   |       |       |       |       |      |       |         |         |
| Кубок Девіса                           | Z2                | Z2                | Z1                | Z1                |                   | Z2                | Z2                | Z2                | Z2    | Z2    | Z2    | Z1    | PO   | WG1   | 0 / 0   | 16–6    |
| Загальна статистика                    |                   |                   |                   |                   |                   |                   |                   |                   |       |       |       |       |      |       |         |         |
| Титули–Фінали                          | 0–0               | 0–0               | 0–0               | 0–0               | 0–0               | 0–0               | 1–3               | 5–6               | 7–8   | 5–5   | 3–3   | 2–3   | 0–1  | 1–1   | 24–30   | 24–30   |
| Разом виграшів–поразок                 | 1–1               | 2–2               | 1–2               | 1–0               | 0–0               | 2–1               | 19–13             | 31–21             | 52–20 | 43–17 | 22–18 | 32–21 | 13–8 | 12–15 | 231–139 | 231–139 |
| Рейтинг на кінець року                 | 585               | 248               | 280               | 769               | 1358              | 128               | 46                | 31                | 7     | 3     | 26    | 17    | 33   | 54    | 64%     | 64%     |

### Мікст
Актуально станом на завершення Відкритого чемпіонату Австралії 2021.
| Турнір                                 | 2014 | 2015 | 2016 | 2017 | 2018 | 2019 | 2020 | 2021 | ТУ     | В-П   | % перемог |
| -------------------------------------- | ---- | ---- | ---- | ---- | ---- | ---- | ---- | ---- | ------ | ----- | --------- |
| Турніри Великого шлему                 |      |      |      |      |      |      |      |      |        |       |           |
| Відкритий чемпіонат Австралії з тенісу |      |      |      |      | 2р   |      | ПФ   | 1р   | 0 / 3  | 4–3   | 57%       |
| Відкритий чемпіонат Франції з тенісу   |      | ПФ   | 2р   |      | 1р   |      | NH   |      | 0 / 3  | 4–3   | 57%       |
| Вімблдонський турнір                   | 1р   | 2р   | П    | Ф    | 3р   | 2р   | NH   | 1р   | 1 / 7  | 13–6  | 72%       |
| Відкритий чемпіонат США з тенісу       |      | ЧФ   | 1р   | 1р   | 1р   | ЧФ   | NH   |      | 0 / 5  | 4–5   | 44%       |
| В-П                                    | 0–1  | 5–3  | 7–2  | 5–2  | 2–4  | 3–2  | 3–1  | 0–2  | 1 / 18 | 25–17 | 61%       |